# اليوم الرياضي الوطني

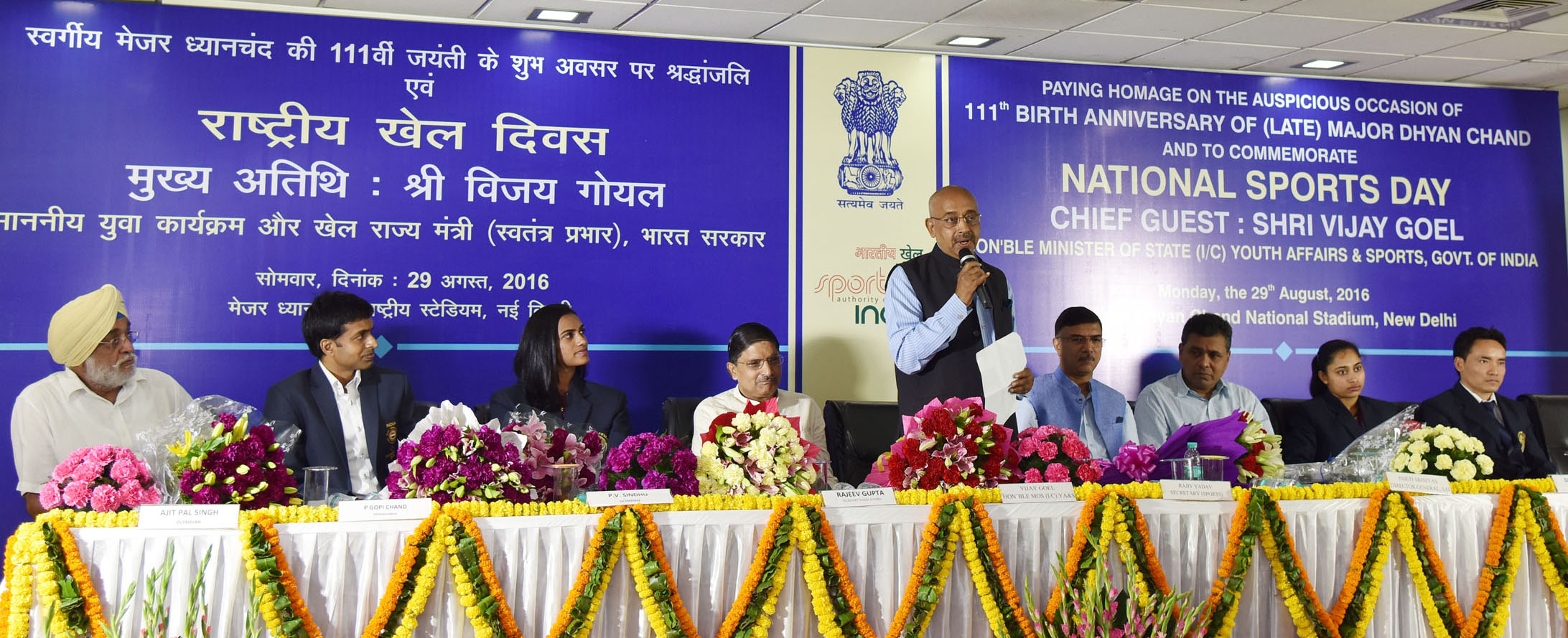
الاحتفال باليوم الوطني للرياضة 2016 في استاد ميجور ديان تشاند الوطني، نيودلهي: لحظة تكريم للرياضيين المتميزين

اليوم الرياضي الوطني هو يوم عطلة رسمية في البلدان المختلفة لتكريم الفرق الرياضية الوطنية والتقاليد الرياضية لتلك البلدان. أشخاص من مختلف الفئات العمرية يشاركون في هذا اليوم في الألعاب الرياضية مثل الماراثون وكرة السلة والهوكي وما إلى ذلك.

## اليوم الرياضي الوطني حسب البلد

### إيران
يُعرف يوم 17 أكتوبر في إيران بيوم التربية البدنية والرياضة، ويُسمى الأسبوع من 17 إلى 23 أكتوبر بأسبوع التربية البدنية والرياضة.  الهدف الأساسي هو إظهار أهمية ممارسة الرياضة في الحياة الشخصية والاجتماعية للناس، وتم التأكيد عليه في المادة الثالثة من الدستور.

### ماليزيا
اليوم الرياضي الوطني (بالملايوية: Hari Sukan Negara)‏ يُعتبر يوم عطلة وطنية في ماليزيا، يتم الاحتفال به سنويًا يوم السبت الثاني من شهر أكتوبر،  الهدف الأساسي من إقامته هو تعزيز نمط حياة صحي بين سكانها. وأقيم اليوم الرياضي الوطني الأول في عام 2015. 

### دولة قطر
يُعتبر اليوم الرياضي الوطني في قطر يوم عطلة وطنية ، يقام سنويًا في يوم الثلاثاء الثاني من شهر فبراير، الهدف الأساسي لهذا اليوم هو تعزيز نمط حياة صحي بين سكانها.  وفي عام 2012 كان أول يوم رياضي وطني يُقام في قطر.  

### البحرين
7 فبراير 2017 كانت المرة الأولى التي تم تنظيم اليوم الرياضي البحريني فيها، ومنذ ذلك الوقت يقام هذا الحدث في الأسبوع الثاني من شهر فبراير من كل عام بين التواريخ 10-11-12-13، الهدف من هذا اليوم هو نشر الأنشطة الرياضية المختلفة في جميع أنحاء البحرين من خلال أمر وزير الوزارات . وتساهم الشركات والقطاعات الحكومية والبنوك وكذلك القطاع الخاص والمدارس في اليوم الرياضي بإعطاء نصف واجب المشاركة في المسيرة والأنشطة. دعم الطاقات الشبابية، وتشجيع مختلف الأعمار على ممارسة الرياضة في الحياة اليومية، بالإضافة إلى بناء مجتمع سليم كلها تقع ضمن الأهداف الأساسية لهذا اليوم.